# Vangueria venosa
Vangueria venosa là một loài thực vật có hoa trong họ Thiến thảo. Loài này được (Hochst.) Sond. miêu tả khoa học đầu tiên năm 1865.